# ده نو (كيسكان)
ده نو (بالإنجليزية: Dehnow, Kiskan)‏ هي مستوطنة تقع في إيران في كرمان.